# SEAT Marbella
El SEAT Marbella es un automóvil del segmento A fabricado por la marca española SEAT en Barcelona desde 1986 hasta 1998. Su nombre viene dado por la ciudad española de Marbella (perteneciente a la provincia de Málaga, Andalucía). En 1998, tras doce años en producción, el SEAT Marbella fue sustituido por el SEAT Arosa.

## Historia

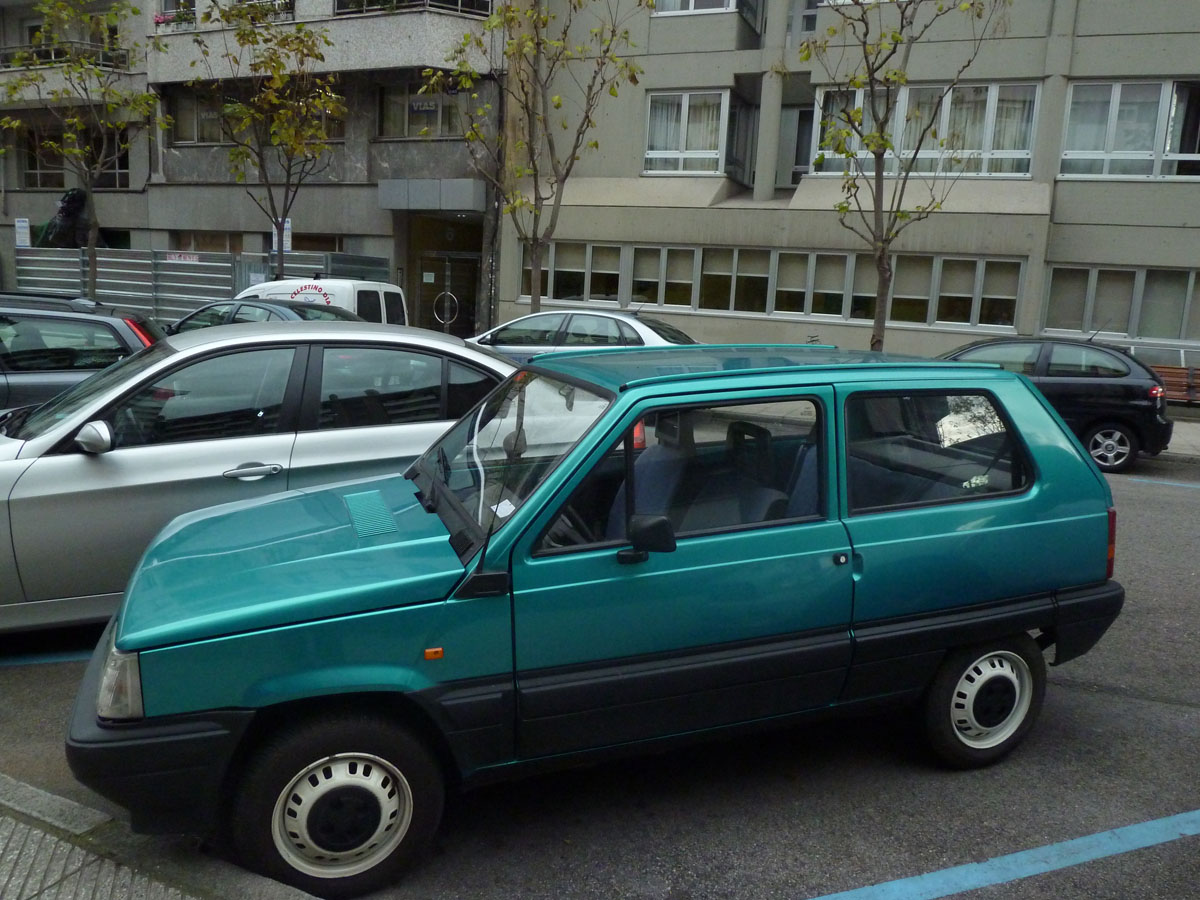
Vista lateral.

El SEAT Marbella (código modelo 028A) es prácticamente un SEAT Panda el cual tuvo que ser modificado por SEAT, y cambiar la denominación del modelo al romperse las relaciones con FIAT. Como el modelo inicial provenía del Fiat Panda, SEAT se vio obligada a diferenciarlo según el acuerdo al que habían llegado. Por otra parte, al modificar el modelo, también se modificó la variante furgoneta la SEAT Trans que provenía del SEAT Panda, cambiándole también la denominación por SEAT Terra. Estos nombres provenían de las versiones SEAT Panda Marbella y SEAT Panda Terra, por lo que ya estaban asociados al modelo, además la marca SEAT había decidió usar nomenclaturas para sus modelos de ciudades y lugares de España, por lo que también fue motivo para aprovechar ambos nombres.
Las modificaciones que se realizaron para diferenciar al SEAT Panda del nuevo modelo el SEAT Marbella se reducen a unos retoques en el frontal con un nuevo capó y nueva parrilla, más inclinada y con las rejillas de respiración horizontales, faros delanteros un poco más rectangulares, intermitentes delanteros naranjas que más adelante pasaron a ser transparentes, luces traseras (ligeramente más grandes), el portón trasero, los logotipos, las tapicerías, el equipamiento y cuadro de instrumentos. Con los años acabó incorporando novedades como la caja de cambios de 5 velocidades, encendido electrónico, motor de 41 CV, un catalizador para adaptarlo a las nuevas normativas medio ambientales y mejoras en el equipamiento. En las últimas versiones del SEAT Marbella se instaló un volante más moderno. Su precio asequible y su fama de robusto lo convirtieron en un éxito, de ahí que se mantuviera 12 años en el mercado hasta 1998 con pocas modificaciones, siendo uno de los vehículos más rentables para SEAT en toda su historia.
En el aspecto de mercado exterior, el Marbella tuvo una buena acogida en el mercado portugués, italiano, alemán y holandés. En este último país existe una asociación de seguidores del Marbella que organiza concentraciones.

## Versiones especiales
Algunas de las ediciones especiales tenían un decorado diferente en los distintos mercados de Europa, pues tenían decorados con vinilos específicos de la versión que podían variar para diferenciarlas tanto por año, como por país, ya que hay versiones específicas exclusivas para diferentes mercados.
- Marbella Jeans Casual Look (1988-1996). El logotipo en vinilo en el lateral y capó incorporaba la inscripción “Jeans” acompañada de una inscripción más pequeña que ponía “Casual Look”, mientras que en la parte trasera debajo de “Jeans” ponía Marbella.
- Marbella Fun Casual Look (1988).[3]
- Marbella Open Air (1988)
- Marbella Sprint (1988), disponible en 3 colores de carrocería: rojo, negro y blanco.
- Marbella Le Jouet(1988) (Francia).
- Marbella Junior. (1987-1998).
- Marbella Special. (1987-1998).
- Marbella Nieve. (1989)
- Marbella Besito. (1995) (Italia, Holanda, Alemania).
- Marbella Bonito. (1993)
- Marbella Dim Dam Dom (1990) (Holanda, Alemania).
- Marbella Mio. (1993)
- Marbella Street. (1993)
- Marbella Together. (1990)
- Marbella Fresh.  (1991)
- Marbella color edition en otros mercados se denominaba como Marbella Preiscocktal. (1989) según el color de carrocería tenía un vinilo en la aleta trasera con el nombre del color en inglés, conforme iban pasaban los años se iban renovando los colores, los primeros en llegar serían el (Marbella Black, Marbella Red, Marbella Yellow, Marbella White) luego en 1993 (Marbella Blue, Marbella Green, Marbella Pink) y por último llegaría en 1995 el (Marbella Orange).
- Marbella Playa (1989). (No confundir con el concept de 1991)
- Marbella Kiss (1992).
- Marbella Maximoto 903 C.C. FUN CAR (1992).
- Marbella Jiem (1993). (Francia).
- Marbella Friend (1993).
- Marbella Estella (1994). (Alemania).[4]

## Variantes

### SEAT Terra (1986- 1995)

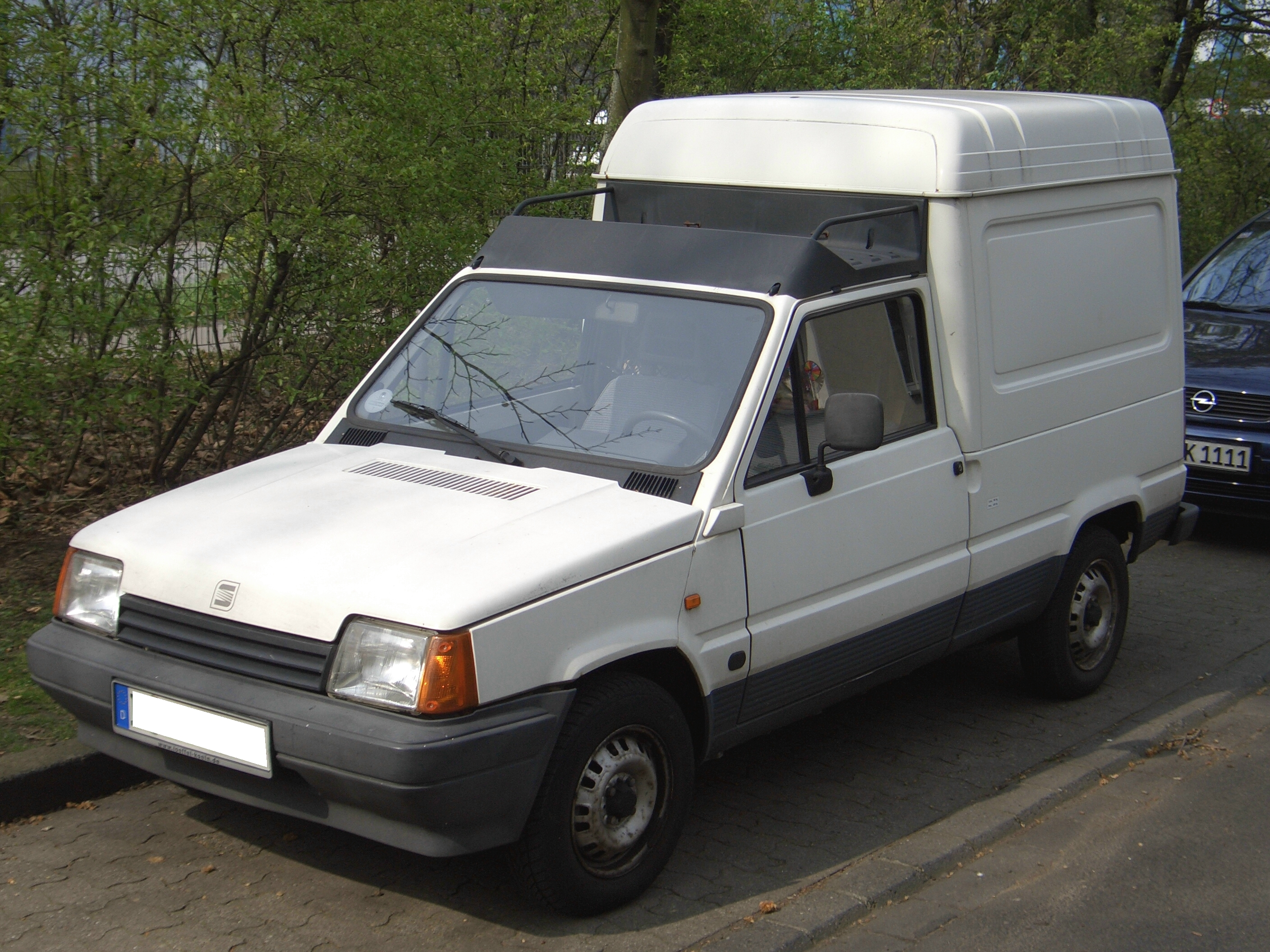
SEAT Terra Diésel

En 1986, SEAT inició la producción de la SEAT Terra, una furgoneta pequeña basada en el SEAT Marbella.
La SEAT Terra (código modelo 024A), fue una evolución de la SEAT Trans, obligada por la ruptura de relaciones entre Fiat y la marca española. SEAT se vio obligada a renovar y renombrar toda la gama de automóviles que fueron diseñados por la marca italiana, entre ellos el SEAT Panda, del cual partía la SEAT Trans. A partir de ese momento SEAT empezó a utilizar nombres de ciudades españolas en sus modelos. El nombre de esta pequeña furgoneta viene dado por la comarca catalana de la Tierra Alta, capital Gandesa (situada en la provincia de Tarragona, Cataluña).
La furgoneta en sí tan solo cambió los faros, la calandra delantera y los logotipos, heredando así las mismas características de la Trans, aunque más tarde se subsanaría el problema de confort incorporando nuevos interiores y asientos que dotaran de más habitabilidad al vehículo. Al contrario que en el Marbella turismo, la Terra también estaba disponible con un motor diésel 1.3 y 1.4 proveniente del Volkswagen Polo I.
SEAT dejó de producir este modelo en 1995 con 166.601 unidades desde que empezara a fabricarse. Su sucesora fue la SEAT Inca, que estaba basada en el SEAT Ibiza de segunda generación, incorporando la parte delantera de dicho modelo.

#### Derivado
- SEAT Terra Danbury: versión tipo caravana

## Competición
En el terreno deportivo, el SEAT Marbella tuvo una notable participación a finales de los años 80 en rallyes de tierra en España con la versión "Proto", el cual montaba un motor de 1272 cc y un compresor tipo "G", heredado del Volkswagen Polo G40. Además, SEAT promocionó una copa de rallyes de tierra para jóvenes pilotos, en el Campeonato de España de rallys de tierra, con un kit suministrado por la propia fábrica.

## Prototipos
- SEAT Marbella prototipo campero: En 1987 se desarrolla un proyecto para hacer una versión tipo campera del modelo el cual tiene unos pasos de ruedas más amplios forrados en plástico negro, se modifica la distancia al suelo quedando el modelo más elevado, protectores en parachoques que integran la marcha atrás y antiniebla trasero por separado, el frontal recibe unas ópticas redondas y se desarrolló en 2 variantes uno con la carrocería típica del modelo y otro parecido a la versión de su antecesor Panda-Terra.

- SEAT Terra multicar By Kamei Prototype: (1988) en colaboración con la empresa Kamei se realiza una serie de 3 prototipos sobre la base del SEAT Terra, la trasformación consiste en que se le recorta la parte central quedando descapotada en forma de Pick-up pero haciendo un arco en la parte trasera dando la sensación de un enorme alerón trasero, pero que se puede cubrir con un falso techo de lona, fue presentada en un par de salones del automóvil, con intención de comercializarla ese mismo año.[5]

- SEAT Marbella Playa Concept: Se presentó en el Salón del Automóvil de Fráncfort de 1991, destaca su diseño con carrocería de pequeño Pick-up, y detalles que le daban un aspecto más moderno y futurista.[6] Más tarde se preparó una versión preserie de este prototipo, para llevarlo a producción denominado como SEAT Marbella Playa special, sin embargo fue descartado y nunca llegaría a comercializarse, con lo cual quedó como prototipo desechado. Esteticamente este último tiene una aparaciencia similar a una versión de calle, pero con cambios de diseño más actuales, pues el modelo heredaría en la parte frontal la calandra del SEAT Toledo de primera generación. Actualmente estas 2 unidades descansan en la Nave A-122 de SEAT.[7]